# کاترین کوزمین
کاترین کوزمین (روسی: Катрин Кузьмин؛ ‏ ۱۷ سپتامبر ۱۹۰۴ – ۲۴ اوت ۱۹۹۲) پزشک اهل روسیه بود که درمانی جایگزین برای سرطان پیشنهاد نمود.
وی یک «رژیم غذایی بازدارنده» را برای درمان بسیاری از بیماری‌ها از جمله ام‌اس و سرطان ابداع کرد. با این حال، هیچگونه شواهد علمی مبنی بر مؤثر بودن این درمان‌ها وجود ندارد.